# Laura Cayouette
Laura Cayouette (Laurel, 11 de julio de 1974) es una actriz, escritora, productora y directora estadounidense.
Cayouette nació en Laurel, Condado de Prince George, Maryland. Trabajó en los cines de Universal City Walk Hollywood en la década de los noventa antes de convertirse en actriz. Ha aparecido en comerciales para American Airlines, J. C. Penney, T.J. Maxx y galletas Entenmann.

## Cine
| Año  | Película                                       | Personaje                       | Observaciones   |
| ---- | ---------------------------------------------- | ------------------------------- | --------------- |
| 1996 | The Evening Star                               | Becky                           |                 |
| 1997 | Lovelife                                       | Mujer en la ventana             |                 |
| 1998 | Krippendorf's Tribe                            | Mujer del estudio de televisión |                 |
| 1998 | Enemy of the State                             | Christa Hawkins                 |                 |
| 1999 | For Love of the Game                           | Masajista                       |                 |
| 2000 | Meeting Daddy                                  | Chica del final feliz           | no acreditada   |
| 2000 | Baby Luv                                       | Megan                           |                 |
| 2001 | Anacardium                                     | Ashley                          |                 |
| 2004 | Kill Bill: Volumen 2                           | Rocket                          |                 |
| 2005 | Daltry Calhoun                                 | Wanda Banks                     |                 |
| 2007 | Flight of the Living Dead: Outbreak on a Plane | Dra. Kelly                      |                 |
| 2008 | Hell Ride                                      | Dani                            |                 |
| 2008 | The Appearance of Things                       | Elizabeth                       |                 |
| 2008 | Pulse 2: Afterlife                             | Amy                             | Direct-to-video |
| 2008 | Pulse 3: Invasion                              | Amy                             | Direct-to-video |
| 2011 | Never Back Down 2: The Beatdown                | Vail                            | Direct-to-video |
| 2011 | Green Lantern                                  | Invitada a la fiesta #1         |                 |
| 2011 | Brawler                                        |                                 |                 |
| 2012 | Abraham Lincoln: Vampire Hunter                | Vadoma Maid                     | no acreditada   |
| 2012 | Django Unchained                               | Lara Lee Candie-Fitzwilly       |                 |
| 2013 | Now You See Me                                 | Mujer hipnotizada               |                 |
| 2014 | The Loft                                       | Mrs. Kotkin                     |                 |
| 2015 | Maggie                                         | Linda                           | no acreditada   |